# 茹子楠
茹子楠（英語：Yue Tze Nam，1998年5月12日—），香港足球運動員，司職右中場、右閘及防守中場，現時效力中國足球超級聯賽球會梅州客家。

## 早年生活
茹子楠受父親的影響接觸足球，居於西營盤的他於4歲開始到附近的佐治五世紀念公園踢球。他6歲時於加入奧高足球學校，正式接受足球訓練。及後，他轉到父親有份創辦的小球隊小南國，常到各地參加集訓和青年比賽，同期隊友有陳俊樂、李浚晞、梁諾恆和戴偉浚等。2009年，小南國獲本地職業球會東方贊助，自此茹子楠以東方的名義參加由香港足總主辦的青年比賽。
茹子楠於2011年起成為香港青年代表隊成員，他曾為不同年齡組別的香港隊出戰，亦曾擔任隊長。但他因誤信錯誤健身方法而患上厭食症，2014年錯過香港隊首次晉身亞少盃決賽周。
茹子楠中學就讀於拔萃男書院，他代表學校奪得2015年全港學界足球精英賽冠軍，當時他還是一名中學四年級學生。他其後負笈海外到英國奧斯威瑞學院升學，並代表該校校隊參加比賽。 在英國的三年時間，他亦加入了奧斯威瑞的業餘球會，並獲得過比賽最佳球員，期間曾到英超球會史雲斯試腳，其衛星球會美職聯華盛頓聯隊有對他表示過興趣。後來又獲經紀人介紹與威爾斯超級聯賽球會新聖徒接洽，但因工作證問題無法成事。

## 球員生涯

#### 東方
2017/18年球季，隨住菁英盃改制規定每隊每場必須派出最少兩名U22球員上陣，東方龍獅時任副總監李健和邀請適齡的茹子楠重返母會，回港出戰菁英盃。由於茹子楠尚未畢業，他需奔波英港兩地以完成學業和參加職業比賽。2017年10月29日，茹子楠於對和富大埔的菁英盃分組賽正選登場，迎來職業生涯的處子戰，惟最終在踢足全場下東方以2–5大敗。2018年4月14日，茹子楠於對理文的聯賽比賽中迎來職業聯賽處子戰，正選上陣70分鐘。
2018/19年賽季，茹子楠高中畢業後回港，正式成為全職球員。司職中場的他未能與隊中的外援及資深華人球員競爭，缺乏上陣機會。2018年年底，他難得以正選身份出戰對飛馬的聯賽比賽，但因表現不佳，上半場只踢了43分鐘便被換出。2019年2月，他獲球會青訓總監黃鎮宇引薦，得以到葡萄牙試腳，加入與東方有合作關係的葡甲球會科瓦彼達迪。他原計劃在當地發展兩年時間，但因末能適應異鄉生活和融入球隊，便在當年夏季回港，完結第一次短暫的外流之旅。
2019/20年賽季，茹子楠踢足全部8場菁英盃分組賽賽事，但無法協助球隊晉身決賽。香港足球自2020年3月起受新型冠狀病毒大流行嚴重影響，有半年時間末能進行正式比賽，至2020年9月才能復賽。該季東方成為高級組銀牌、足總盃雙冠王，令茹子楠首嘗職業賽事冠軍滋味，惟他在該兩項盃賽的參與程度很低。
2020/21年球季，為了尋求更多上陣機會，茹子楠被外借至新升班球會晉峰。除了對東方的比賽因外借條款而未能出場之外，他在該季其餘的聯賽比賽均近乎踢足全場，並在該季最後一場聯賽比賽射入職業生涯首個聯賽入球，整季交出6次助攻。
2021/22年球季，茹子楠回歸東方，獲新任教練盧比度改造成右後衛，成功站穩正選之列。惟香港足球再次受新型冠狀病毒大流行第五波疫情嚴重影響，自2022年2月以後，該季所有賽事被腰斬，包括東方已晉身決賽的足總盃在內。茹子楠亦因在印度代表香港出戰2023年亞洲盃外圍賽期間確診新冠病毒，未能為東方出戰於2022年6月底舉行的亞協盃分組賽。

#### 梅州客家
2022年7月，茹子楠因代表香港隊出戰東亞盃時表現出色，被中超球會梅州客家總經理曹陽相中。2022年8月，東方宣布茹子楠轉投至梅州客家，雙方簽約三年半。茹子楠初次踏足中超首季，在2022年下半年球季中上陣17場射入兩球兼交出3次助攻。他於第15周對大連人的聯賽比賽中首度後備入替，第16周對河北隊的聯賽比賽中首度正選上陣，立刻為球隊交出兩記助攻，包括一球左腳的傳中和一次突破多名守衛後的傳球。他於第24周對河南隊的比賽中，在完場前後上為球隊射入反敗為勝的一球，這亦是他的第一枚中超入球。第32周對長春亞泰的聯賽比賽，他在禁區外近30碼處射入一球精彩的遠射，協助球隊取得勝杖。
2023年球季，茹子楠繼續站穩正選之列，全季為梅州客家上陣27場聯賽比賽，射入一球兼交出一次助攻。
2025年，茹子楠成功在對山東泰山進一球。

## 國際賽生涯
2018年10月，茹子楠獲新上任的香港隊教練加利韋特補選入隊，出戰對泰國及印尼的國際友誼賽。韋特評價他的踢法具有活力和機動性，充滿熱情。2018年10月16日，在作客1–1賽和印尼的國際友誼賽，茹子楠於90分鐘後備入替，首度代表香港在國際A級賽上陣。他接著到台灣出戰2018年11月的2019年東亞盃外圍賽第二圈，但三場賽事均未能列入比賽名單。
2019年1月，香港隊派出較年輕的陣容出戰省港盃，茹子楠續獲徵召。他在次回合香港主埸在禁區外球不著地射入一球，協助香港4-0大勝廣東隊，為香港捧盃。2019年3月，茹子楠代表香港U23到蒙古出戰2020年U23亞洲盃外圍賽，他在三場分組賽均正選上陣，並於對蒙古的比賽中射入一球，惟球隊最終取得一勝一和一負，無緣晉級。2019年6月11日，在主場0–2不敵中華台北的國際友誼賽，茹子楠以右中場身份首次於國際A級賽正選登場，上陣78分鐘。同年舉行的2022年世界盃亞洲盃外圍賽及2019年東亞盃決賽周，茹子楠未能獲得徵召。
2022年6月，茹子楠重返香港隊，出戰於印度舉行的2023年亞洲盃外圍賽。他成為球隊主力球員，在首兩場成功取勝的分組賽中正選上陣，最後一場對印度的比賽因確診新冠病毒而缺席，香港成為了六組中的五隊最佳次名而成功晉級決賽周。2022年7月，茹子楠獲選到日本參加2022年東亞盃決賽周，在三場比賽中均正選上陣。
2023年，茹子楠為香港隊出戰2026年世界盃亞洲區外圍賽。12月，茹子楠入選香港足球代表隊出戰亞洲盃的決選名單。
2025年5月30日，曼聯訪港出戰香港隊，茹子楠上陣45分鐘。 6月10日，香港隊首次在啟德主場館作賽，茹子楠為香港隊正選上陣以1:0小勝印度。

## 個人生活
茹子楠生於香港，伯父是前愉園名將茹健德。茹子楠自小以來一直保持著樸素的「冬菇頭」髮型。直到2023年，他一改多年形象，染了一頭金髮，甚為突出。

## 職業生涯數據

### 球會
最後更新：2025年1月25日
| 球會        | 賽季     | 聯賽     | 聯賽 | 聯賽 | 足總杯 | 足總杯 | 高級組銀牌 | 高級組銀牌 | 洲際賽事 | 洲際賽事 | 菁英盃 | 菁英盃 | 總計 | 總計 |
| 球會        | 賽季     | 層級     | 出賽 | 進球 | 出賽   | 進球   | 出賽       | 進球       | 出賽     | 進球     | 出賽   | 進球   | 出賽 | 進球 |
| ----------- | -------- | -------- | ---- | ---- | ------ | ------ | ---------- | ---------- | -------- | -------- | ------ | ------ | ---- | ---- |
| 東方        | 2017–18  | 港超     | 1    | 0    | 0      | 0      | 0          | 0          | 0        | 0        | 3      | 0      | 4    | 0    |
| 東方        | 2018–19  | 港超     | 3    | 0    | 0      | 0      | 0          | 0          | –        | –        | 2      | 0      | 5    | 0    |
| 東方        | 總計     | 總計     | 4    | 0    | 0      | 0      | 0          | 0          | 0        | 0        | 5      | 0      | 9    | 0    |
| 科瓦彼達迪  | 2019–20  | 葡甲     | 0    | 0    | 0      | 0      | 0          | 0          | –        | –        | –      | –      | 0    | 0    |
| 東方        | 2019–20  | 港超     | 4    | 0    | 0      | 0      | 1          | 0          | –        | –        | 8      | 0      | 13   | 0    |
| 東方        | 2021–22  | 港超     | 4    | 0    | 2      | 0      | –          | –          | 0        | 0        | 7      | 1      | 13   | 1    |
| 東方        | 總計     | 總計     | 8    | 0    | 2      | 0      | 1          | 0          | 0        | 0        | 15     | 1      | 26   | 1    |
| 晉峰 (租借) | 2020–21  | 港超     | 15   | 1    | –      | –      | –          | –          | –        | –        | 3      | 0      | 18   | 1    |
| 梅州客家    | 2022     | 中超     | 17   | 2    | 1      | 0      | –          | –          | –        | –        | –      | –      | 18   | 2    |
| 梅州客家    | 2023     | 中超     | 27   | 1    | 0      | 0      | –          | –          | –        | –        | –      | –      | 27   | 1    |
| 梅州客家    | 2024     | 中超     | 29   | 1    | 0      | 0      | –          | –          | –        | –        | –      | –      | 29   | 1    |
| 梅州客家    | 總計     | 總計     | 73   | 4    | 1      | 0      | –          | –          | –        | –        | –      | –      | 74   | 4    |
| 生涯總計    | 生涯總計 | 生涯總計 | 100  | 5    | 3      | 0      | 1          | 0          | 0        | 0        | 23     | 1      | 127  | 6    |

1. ↑  賽事因新冠病毒大流行而腰斬，球隊只踢了4場聯賽
2. ↑  賽事因新冠病毒大流行而腰斬，球隊只踢了兩場比賽
3. ↑  賽事因新冠病毒大流行而停辦
4. ↑  賽事因新冠病毒大流行而腰斬，球隊只踢了9場比賽
5. ↑  賽事受新型冠狀病毒大流行而取消
6. ↑  賽事受新型冠狀病毒大流行而取消

### 國際賽
最後更新：2025年1月25日
| 代表隊 | 年份 | 上陣 | 入球 |
| ------ | ---- | ---- | ---- |
| 香港   | 2018 | 1    | 0    |
| 香港   | 2019 | 1    | 0    |
| 香港   | 2022 | 6    | 0    |
| 香港   | 2023 | 8    | 0    |
| 香港   | 2024 | 12   | 0    |
| 總數   | 總數 | 28   | 0    |

## 榮譽
東方龍獅
- 香港足總盃冠軍（2019–20季度）
- 香港高級組銀牌冠軍（2019–20季度）

香港代表隊
- 省港盃冠軍（2019年）

## 外部連結
- Yue Tze Nam （页面存档备份，存于）
- #29 （页面存档备份，存于） Tze-Nam Yue （页面存档备份，存于）  Transfer markt
- Yue Tze Nam 单场数据(by Sina) http://match.sports.sina.com.cn/football/player.php?id=443789 （页面存档备份，存于）